# Герман Брюссельманс
Герман Франц Марта Брюссельманс (нід. Herman Brusselmans; 9 жовтня 1957 , Гаммеd, Східна Фландрія ) — бельгійський письменник, поет і фейлетоніст.

## Життєпис

### Юність
Герман Брюссельманс народився в 1957 році в Гамме в сім'ї торговців худобою. Брюссельманс у дитинстві був хорошим футболістом і навіть грав у професійному клубі «Локерен». Коли йому виповнилося 18 років, йому довелося, однак, зробити вибір між навчанням і футболом. Він вступив до Гентського університету і навчався на філологічному факультеті, де він серйозно зацікавився літературою. Отримавши диплом, він почав працювати бібліотекарем у Брюсселі.

### Кар'єра
У 1980-ті роки він почав писати автобіографічну прозу і в 1985 році написав свій перший успішний роман «Чоловік, який знайшов роботу» (нід. De man die werk vond). У цій книзі, написаній у той період, коли Брюссельманс перебував у алкогольній та наркотичній залежності, йдеться про бібліотекаря-невдаху, який весь день п'є і фантазує про одну офіціантку. Ця сумна книга, визнана багатьма кращою в письменника, добре пояснює будову бельгійської бюрократії 1980-х років. У 1998 році він написав продовження «Ще тричі поспати, і я прокинусь» (нід. Nog drie keer slapen en ik word wakker), а в 2010 році третю частину — «Повільніше швидкості» (нід. Trager dan de snelheid).
Герман Брюссельманс, разом з Томом Лануа і Крістін Хеммерехтс, представляв нове покоління фламандських письменників. Його твори майже завжди автобіографічні, часто його темами стають секс, алкоголь, сигарети і нудьга повсякденного життя. Він також іноді описує селянський побут, в атмосфері якого він ріс у 1960-х роках, наприклад у книзі «Кінець людства» (нід. Het einde van de mensen, 1967), в якій він з'єднує чотири коротких оповідання.
Брюссельманс часто ставав об'єктом критики. Незадоволення рецензентів викликала монотонність його книг, а також вульгарна,занижена мова і підкреслена сексуальність його текстів. Темою багатьох його книг стало зображення життя модного письменника, в них він нерідко відчутно зачіпає своїх колег. Через численни появи у ЗМІ критики відмовляють йому в званні серйозного письменника, що, однак, не заважає його книгам бути популярними, особливо в молодої аудиторії.
Брюссельманс продуктивний автор, який іноді пише по дві книжки на рік. Його творчість охоплює більше 50 книг. У 2007 і 2008 роках він написав трилогію про письменника з богеми Данні Муггепута («Муггепут» (нід. Muggepuut), «Досконалий головний біль» (нід. De perfecte koppijn) і «Тос» (нід. Toos). Брюссельманс зачіпає такі теми, як Друга світова війна, екстремальний секс і суспільне життя.

### Поява в засобах масової інформації
Брюссельманс домігся популярності також завдяки регулярній появі у теле - і радіопередачах. У 1991 році він мав власну рубрику в телевізійній гумористичній програмі «Будинок недовіри» (нід. Het huis van wantrouwen). У цій програмі він прославився своїми жартівливими висловлюваннями. Його часто запрошують на різні ток-шоу й у дискусійні програми, тому що він не боїться відверто висловлювати свою думку. Він писав на замовлення для сатиричного журналу «Мовчун» (нід. De zwijger, нині не існує), крім того, щотижня у нього виходить фейлетон у популярному гумористичному журналі «Юмо». В середині 1990-х років він читав свої фейлетони на голландському радіо VPRO. Через провокаційні висловлювання в нього іноді виникали труднощі: наприклад, він висловив образливий коментар про модельєра Анн Демелеместер у книзі «Uitgeverij Guggenheimer». Вона розпочала судовий процес проти Брюссельманса, і його книга на деякий час зникла з прилавків магазинів.
У 2007 році роман Брюссельманса «Екс-ударник» був екранізований фламандським режисером Коеном Мортьє. Громадська думка про цей фільм сильно розділилася, і критики вважали фільм невдалим.
У 2014 році він був членом журі в телевізійній програмі «De Slimste Mens Ter Wereld». Присутність Брюссельманса в цій програмі дуже сподобалося телеглядачам Фландрії, тому що він в ході програми відпускав вульгарні жарти про учасників. Ніхто не знав, чи він був серйозним чи ні. Його часто запрошують в якості аналітика, коли відбуваються важливі футбольні зустрічі.

### Особисте життя
В 1981 році він одружився з Глорією Ван Іддерхем, в 1986 вони разом оселилися в Генті, але в 1991 році розлучилися. Потім він познайомився, за його словами, з найважливішою жінкою свого життя Танею Де Меценаре. Вони одружилися в 2005 році, але через шість років їхній шлюб розпався. Вони розлучилися, проте як і раніше підтримують прекрасні стосунки і, на думку Брюссельманса, є спорідненими душами. Після розлучення Брюссельманс хотів припинити письменницьку кар'єру, але через рік знову взявся за перо.

## Додаткова інформація
- Герман Брюссельманс був одним з постійних гостей на футбольному ток-шоу «Studio 1 op zondag» з Франком Расом. Публіка обожнювала Брюссельманса за гострий і сповнений гумору аналіз гри футболістів. Брюссельманс звертає увагу не тільки на техніку футболіста, але й на його вигляд.
- У 2005 році він посідав 180 місце у фламандському списку виборів «De Grootste Belg» (найвеличніший бельгієць).
- В гумористичній програмі «Chris&Co» Кріс Ван Ден Дурпел спародіював його.
- Разом з Луком Алло він створив футбольну програму «De kleedkamer» на спортивному каналі «Sporting Telenet».

### Романи
- 1984: Красиві очі (нід. Prachtige ogen)
- 1985: Людина, яка знайшла роботу (нід. De man die werk vond)
- 1986: Сьогодні я тверезий (нід. Heden ben ik nuchter)
- 1987: Чи є канали в Аалсті? (нід. Zijn er kanalen in Aalst?)
- 1989: Dagboek van een vermoeide egoïst (нід. Dagboek van een vermoeide egoïst)
- 1990: Політ для мене (нід. Vlucht voor mij)
- 1991: Колишній письменник (раптом нічого не сталося 1) (нід. Ex-schrijver (Plotseling gebeurde er niets 1))
- 1993: Колишній коханець (раптом нічого не сталося 2) (нід. Ex-minnaar (Plotseling gebeurde er niets 2))
- 1994: Колишній ударник  (раптом нічого не сталося 3) (нід. Ex-drummer (Plotseling gebeurde er niets 3))
- 1994: Стара новина цих часів (нід. Het oude nieuws van deze tijden)
- 1995: Повернення Бонанзи (Ґуґґенгаймер 1) (нід. De terugkeer van Bonanza (Guggenheimer 1))
- 1995: Жінки з IQ (нід. Vrouwen met een IQ)
- 1996: Автобіографія когось іншого (нід. Autobiografie van iemand anders)
- 1996: Ґуґґенгаймер миє біліше (Ґуґґенгаймер 2) (нід. Guggenheimer wast witter (Guggenheimer 2))
- 1997: Ви завжди хочете мене бачити? (нід. Zul je mij altijd graag zien?)
- 1997: Логіка для ідіотів (нід. Logica voor idioten)
- 1998: Ще тричі поспати, і я прокинусь (Людина, яка знайшла роботу 2) (нід. Nog drie keer slapen en ik word wakker (De man die werk vond 2))
- 1999: Кінець людей у 1967 році (нід. Het einde van mensen in 1967)
- 1999: Видавець Ґуґґенгаймер (Ґуґґенгаймер 3) (нід. Uitgeverij Guggenheimer (Guggenheimer 3))
- 2000: Пробач мені любов (Усі унікальні, крім мене 1) (нід. Vergeef mij de liefde (Iedereen is uniek behalve ik 1))
- 2001: Зім'яте обличчя (нід. Pitface)
- 2002: Поцілунок вночі (Усі унікальні, крім мене 2) (нід. De kus in de nacht (Iedereen is uniek behalve ik 2))
- 2002: Людина (нід. Mank)
- 2003: Засуха (нід. De droogte)
- 2004: Я багатий і знаменитий і мені болить шия (всі унікальні, крім мене 3) (нід. Ik ben rijk en beroemd en ik heb nekpijn (Iedereen is uniek behalve ik 3))
- 2004: У безладі (нід. In de knoei)
- 2005: Привид Тутоаї (нід. Het spook van Toetegaai)
- 2007: Комарі (Комарі 1) (нід. Muggepuut (Muggepuut 1))
- 2007: Ідеальний головний біль (Комарі 2) (нід. De perfecte koppijn (Muggepuut 2))
- 2008: Тоос (Комарі 3) (нід. Toos (Muggepuut 3))
- 2008: День у Генті (нід. Een dag in Gent)
- 2009: Моє волосся довге (нід. Mijn haar is lang)
- 2009: Калоеммерке в мило (нід. Kaloemmerkes in de zep)
- 2010: Повільніше, ніж швидкість (Людина, яка знайшла роботу 3) (нід. Trager dan de snelheid (De man die werk vond 3))
- 2011: Від трьох до шести (нід. Van drie tot zes)
- 2011: Біографія Джона Муца (нід. De biografie van John Muts)
- 2012: Страх води під час утоплення (нід. Watervrees tijdens een verdrinking)
- 2012: Ґуґґенгаймер у моді (Ґуґґенгаймер 4) (нід. Guggenheimer in de mode)
- 2013: Можливі спогади (нід. Mogelijke memoires)
- 2013: Кваластофон (нід. De qualastofont)
- 2014: Мак і Едді (нід. Poppy en Eddie)
- 2014: Писати (нід. Zeik)
- 2014: Мак і Едді, і Манон (нід. Poppy en Eddie en Manon)

### Новели
- 1988: Помирайте щонеділі і вмирайте протягом тижня (нід. Iedere zondag sterven en doodgaan in de week)
- 2006: Знаки долара в очах Матері Терези (нід. De dollartekens in de ogen van Moeder Theresa)
- 2007: Колектив сироти (нід. Het team der wezen)
- 2007: Квантовий (нід. Kwantum)
- 2008: Про мою дружину (нід. Over mijn vrouw)
- 2009: Станційний роман (нід. Stationsroman)
- 2014: Чому Бельгія (не) стає чемпіоном світу (нід. Waarom België (geen) wereldkampioen wordt)

### Оповідання
- 1982: Безглузде плавання (нід. Het zinneloze zeilen)
- 1992: Красива дівчина, що тягне (нід. Het mooie kotsende meisje)
- 1998: Квіти на моїй могилі (нід. Bloemen op mijn graf)
- 2000: У наші суворі прекрасні часи (нід. In onze barre prachtige tijden)
- 2002: Хворий НВ (нід. Patiënt HB)

### Інше
- 1988: Історія фламандської літератури (нід. De geschiedenis van de Vlaamse letterkunde)
- 1989: Історія світової літератури (нід. De geschiedenis van de wereldliteratuur) (фейлетони)
- 1989: Канадська стіна (нід. De Canadese muur) (подіум, разом з Томом Лануа)
- 1997: У дівчаток більші груди, ніж у хлопчиків (нід. Meisjes hebben grotere borsten dan jongens) (дитяча поезія)
- 1997: Але більше не панікувати (нід. Doch verder geen paniek) (цитати, складені Гердом Де Леєм)
- 1997: Хто такий Герман Брюссельманс і чому? (нід. Wie is Herman Brusselmans en waarom?) (збірка до дня народження, складена Едом Ваном Еденом)
- 2000: Валіза (нід. De koffer) (комікс)
- 2004: Святий переляк (нід. Heilige schrik) (фейлетони)
- 2007: Досі немає паніки (нід. Nog steeds geen paniek) (цитати, складені Гердом Де Лєєм)
- 2010: Питання любові (нід. Vragen van liefde)

## Фільми

### Акторські роботи
- 1994: Статеве життя бельгійців 1950-1978 (фр. La vie sexuelle des Belges 1950-1978)
- 1996: Кемпінг Космос (нід. Camping Cosmos)

### Екранізації
- 2007: Колишній ударник